# Между нот, или Тантрическая симфония
«Между нот, или Тантрическая симфония» — мини-сериал режиссёра Бориса Грачевского о поздней любви композитора с мировым именем и молодой девушки из глубинки.
Изначально мини-сериал в производстве задумывался как драматический фильм.

Творческое современное переложение популярной сказки о Золушке.

## В ролях
- Андрей Ильин — Кирилл Краснин
- Янина Мелехова — Юля
- Андрей Анкудинов
- Эммануил Виторган
- Владимир Долинский
- Татьяна Кравченко
- Ольга Тумайкина